# Abraham Roentgen
Abraham Roentgen (Mülheim am Rhein, 30 gennaio 1711 – Herrnhut, 1º marzo 1793) è stato un ebanista tedesco.

## Biografia
Imparò il mestiere del mobiliere dal padre. All'età di vent'anni si recò a Den Haag, Rotterdam e Amsterdam per apprendere il mestiere dell'ebanista.
Divenne noto per i suoi lavori di intarsio e lavorò a Londra fino al 1738. Il 18 aprile 1739, sposò Susanne Marie Bausch di Herrnhut.
Suo figlio, David Roentgen, divenuto poi un famoso ebanista, nacque l'11 agosto 1743.
Roentgen morì a Herrnhut in Sassonia.